# Playing the Game
Playing the Game is een Amerikaanse dramafilm uit 1918 onder regie van Victor Schertzinger. Destijds werd de film in Nederland uitgebracht onder de titel Voortvluchtig. De film is wellicht zoekgeraakt.

## Verhaal
De miljonair Larry Prentiss gelooft dat hij een danseres heeft vermoord in een caféruzie. Hij besluit om met zijn bediende Hodges onder te duiken op zijn boerderij in het Wilde Westen. Onderweg worden de mannen beroofd. Ze krijgen een lift van Flash Purdy, de koppelbaas op de boerderij. Larry vertelt niet wie hij is en gaat op zijn eigen boerderij aan de slag als knecht. Zo wordt hij verliefd op Moya Shannon, de dochter van een van zijn werknemers.

## Rolverdeling
| Acteur               | Personage         |
| -------------------- | ----------------- |
| Charles Ray          | Larry Prentiss    |
| Doris May            | Moya Shannon      |
| Harry L. Rattenberry | Matt Shannon      |
| Robert McKim         | Jim Purdy         |
| William Elmer        | Hodges            |
| Leota Lorraine       | Fleur de Lis      |
| Charles Perley       | Hickey Trent      |
| Melbourne MacDowell  | Jeremiah Prentiss |